# Wilson-viharfecske
A Wilson-viharfecske, más néven laposkarmú viharfecske (Oceanites oceanicus) a madarak (Aves) osztályának a viharmadár-alakúak (Procellariiformes) rendjébe, ezen belül a viharfecskefélék (Hydrobatidae) családjába tartozó faj.

## Előfordulása
A déli félteke kontinensein és szigetein költ. A telet a tengereken tölti, de elkóborlásai során Európába és Ázsiába is eljut. A világ egyik leggyakoribb madárfaja.

## Alfajai
- Oceanites oceanicus chilensis
- Oceanites oceanicus exasperatus
- Oceanites oceanicus oceanicus

## Megjelenése
Testhossz 15 centiméter, szárnyfesztávolsága 40 centiméter, farka 8 centiméteres. Tollazata szürkésen kormosszínű. Szeme fehér, rövid, de erős csőre és gyenge lába fekete.

## Életmódja
A hullámok mozgását követve, kisebb halakra, apró rákokra és puhatestűekre vadászik.

## Szaporodás
Tengerre néző lejtőkön, üregekben telepesen fészkel.